# قائمة العطل الرسمية في فرنسا

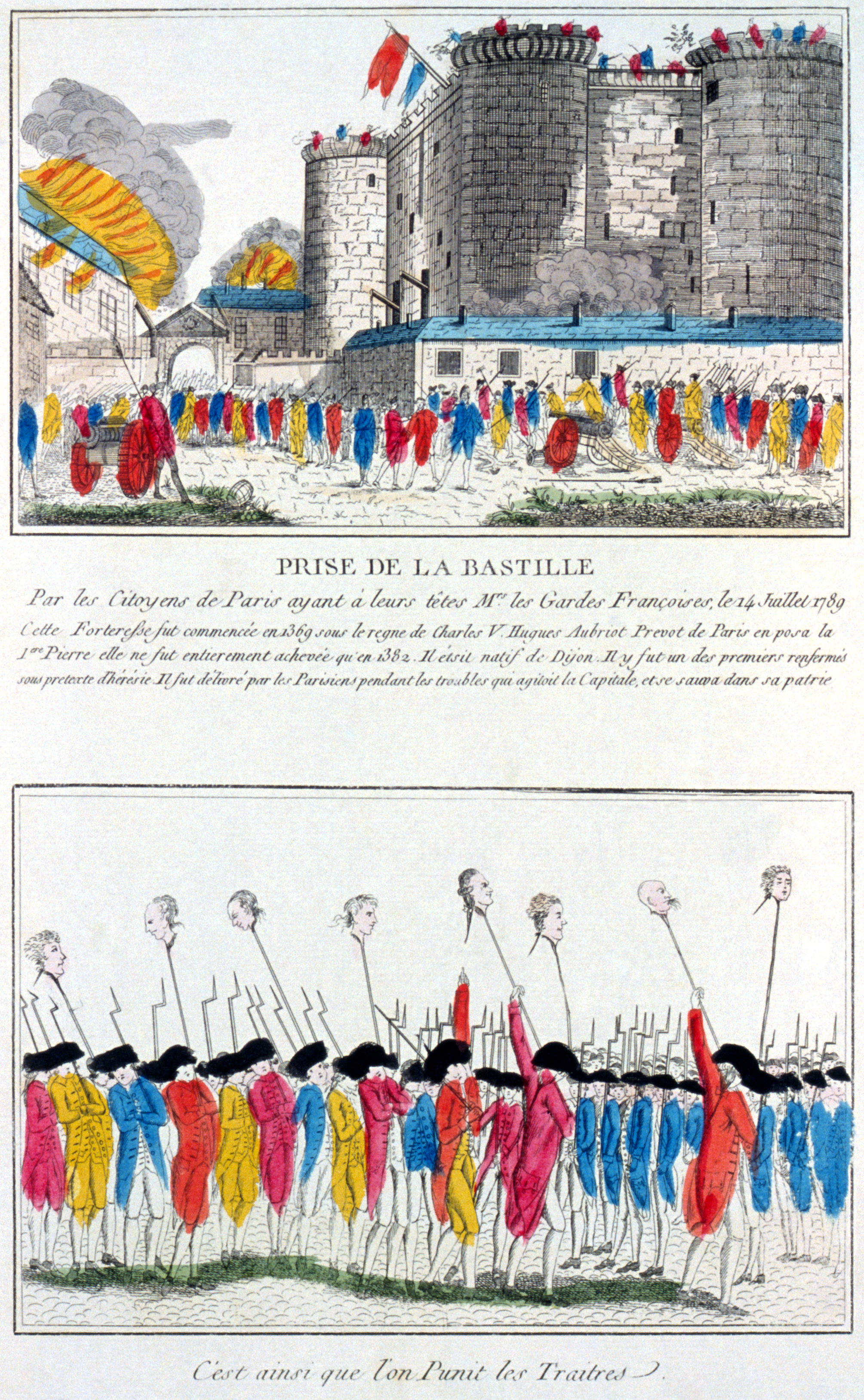
نقش فرنسي من عام 1789 يصور اقتحام سجن الباستيل, إحياء ذكرى يوم الباستيل

هناك 11 عطلة رسمية  في فرنسا. منطقتي  الألزاس و لورين  تعتمدان يومي عطلة إضافيين. . على عكس معظم البلدان، هذه الأعياد لا تحول لأيام أخرى عندما تقع خلال عطلة  نهاية الأسبوع .  
أيام العطل الرسمية في فرنسا هي:
| التاريخ               | الاسم بالعربية                         | الاسم بالفرنسية                            | ملاحظات                                                            |
| --------------------- | -------------------------------------- | ------------------------------------------ | ------------------------------------------------------------------ |
| 1 يناير               | رأس السنة الميلادية                    | Nouvel an / Jour de l'an / Premier de l'an |                                                                    |
| مارس / إبريل          | الجمعة العظيمة (عيد الفصح)             | Vendredi saint                             | ألزاس و لورين فقط.                                                 |
| مارس / إبريل          | ليلة الاثنين العظيمة (اثنين عيد الفصح) | Lundi de Pâques                            | الاثنين اللاحق لأحد الفصح.                                         |
| 1 مايو                | يوم مايو / عيد العمال                  | Fête du Travail / Fête des Travailleurs    |                                                                    |
| 8 مايو                | يوم النصر في أوروبا                    | Fête de la Victoire                        | يوم انتهاء الجزء الأوروبي من الحرب العالمية الثانية.               |
| 22 مايو               | التحرر من العبودية                     | Abolition de l'esclavage                   | معتمد في مقاطعة مارتينيك                                           |
| 27 مايو               | التحرر من العبودية                     | Abolition de l'esclavage                   | معتمد في مقاطعة غوادلوب ومجموعات سانت مارتن وسانت بارتيليمي        |
| 39 يومًا بعد عيد الفصح | عيد الصعود                             | Ascension                                  | يكون دوما يوم خميس.                                                |
| 50 يوما بعد عيد الفصح | الاثنين الأبيض                         | Lundi de Pentecôte                         | الاثنين بعد عيد العنصرة ، معتمد في بعض الشركات فقط، انظر الملاحظات |
| 10 يونيو              | التحرر من العبودية                     | Abolition de l'esclavage                   | معتمد فقط في مقاطعة غويانا الفرنسية                                |
| 14 يوليو              | يوم الباستيل                           | Fête nationale                             | اليوم الوطني الفرنسي، فيه يتم إحياء مهرجان الاتحاد                 |
| 15 أغسطس              | انتقال العذراء إلى الجنة               | Assomption                                 |                                                                    |
| 1 نوفمبر              | عيد جميع القديسين                      | Toussaint                                  | يتم زيارة المقابر في هذا اليوم أوما حوله من أيام.                  |
| 11 نوفمبر             | يوم الهدنة                             | Armistice de 1918                          | يوم نهاية الحرب العالمية الأولى                                    |
| 25 ديسمبر             | عيد الميلاد                            | Noël                                       |                                                                    |
| 26 ديسمبر             | اليوم الثاني لعيد الميلاد              | Deuxième jour de Noël                      | عيد القديس إسطفانوس معتمد في ألزاس و لورين فقط.                    |